# Ворфи, Лиза
Лиза Ворфи (алб. Liza Vorfi, 29 ноября 1924, Джяковица — 29 января 2011, Тирана) — албанская актриса. Она играла в кино и театре роли второго плана, а также графиню Дизе в «Возвращении мёртвой армии».

## Биография
В 1932 году семья Ворфи переехала в Тирану, Албания, из Джяковицы (ныне Косово). Свою творческую карьеру она начала в 1939 году в качестве певицы на Радио Тираны. С 1939 по 1943 год училась в Италии в Римской консерватории, а затем продолжила обучение в Пезаро. В 1945 году она вернулась в Албанию, чтобы выступать на сцене как актриса.
Вместе с Бехидже Челой она была одной из первых актрис Национального театра Албании. Свою первую роль она сыграла в «Гжидо». За свою долгую карьеру она исполнила более 60 ролей на сцене, а также снялась в кино. После того как мужа Ворфи посадили в тюрьму вместе со многими интеллектуалами, обучавшимися в Австрии, Ворфи на год исключили из Национального театра.
Её запомнили за её интерпретацию образа старушки из фильма «Радиостанция».
Ворфи умерла 29 января 2011 года в возрасте 86 лет.